# Дерло (Польща)
Дерло (пол. Derło) — село в Польщі, у гміні Рокитно Більського повіту Люблінського воєводства. Населення — 143 особи (2011).

## Історія
За даними етнографічної експедиції 1869—1870 років під керівництвом Павла Чубинського, у селі переважно проживали греко-католики, які розмовляли українською мовою.

## Демографія
Демографічна структура станом на 31 березня 2011 року:
|          | Загалом | Допрацездатний вік | Працездатний вік | Постпрацездатний вік |
| -------- | ------- | ------------------ | ---------------- | -------------------- |
| Чоловіки | 71      | 14                 | 45               | 12                   |
| Жінки    | 72      | 15                 | 31               | 26                   |
| Разом    | 143     | 29                 | 76               | 38                   |